# Elena Czudinowa
Jelena Pietrowna Czudinowa (ros. Елена Петровна Чудинова; ur. 3 września 1959 w Moskwie) – rosyjska pisarka, poetka, publicystka, dramaturg i działaczka społeczna.

## Twórczość

### Wybrane powieści
- Мечеть Парижской Богоматери (2004) – wyd. pol. Meczet Notre Dame. Rok 2048, Wydawnictwo Varsovia, Warszawa 2012, tłum. Aleksandra Lewandowska, ISBN 978-83-614-6303-0.
- Держатель знака
- Легенды Армении
- Робин Гуд